# De Standaard (Nederland)
De Standaard is een antirevolutionair dagblad dat in Nederland verscheen van 1872 tot 1944. Oprichter en eerste hoofdredacteur was de antirevolutionaire leider Abraham Kuyper. De driester was het merkteken boven zijn rechtlijnige commentaren.

## Geschiedenis
De oprichting vond plaats in het jaar dat de 300e herdenking plaatsvond van de bevrijding van Den Briel, en Kuyper wilde het blad De Geus noemen. Maar het herdenkingsjaar had al zoveel emoties losgemaakt dat een met de jaren milder geworden Groen van Prinsterer de naam De Standaard wist door te drukken om geen katholieken te kwetsen.
De Standaard gold als klankbord van de Anti-Revolutionaire Partij (ARP) en de Gereformeerde Kerken in Nederland, nadat die in respectievelijk 1879 en 1892 eveneens door Abraham Kuyper waren opgericht.
In 1912 werd door architect Jac. Duncker een kantoor aan de Nieuwezijds Voorburgwal in Amsterdam ontworpen, waar het in 1917 introk; het gebouw kreeg de naam De Standaard naar de imprint op de gevel. In 1920 werd het hoofdredacteurschap van De Standaard overgenomen door Hendrikus Colijn, die ook de opvolger werd van Kuyper als leider van de ARP.
De Standaard bleef verschijnen omdat het dagblad een neutrale houding probeerde in te nemen onder de Duitse bezetting tijdens de Tweede Wereldoorlog. Men vond dat men als christelijk dagblad gehoorzaam moest zijn aan de Bijbelpassage in Romeinen 13:1, waar staat dat men de overheid moet gehoorzamen, dus ook de bezettende macht die de nieuwe overheid vormde. 
In 1944 werd de krant vanwege papierschaarste verboden. Omdat men in gereformeerde kringen, met name in het verzet, ontevreden was over de meegaande koers van De Standaard met de Duitsers, verscheen sinds 1943 Trouw als illegale concurrent, gericht op het gereformeerde volksdeel. Het gebouw heeft ook in 2024 nog steeds de naam van De Standaard in de gevel staan.
Huidig
AD · Het Financieele Dagblad · Nederlands Dagblad · NRC · Reformatorisch Dagblad · De Telegraaf · Trouw · de Volkskrant

Voormalig
Agrarisch Dagblad (1986–2012, daarna verdergegaan onder de naam Boerderij Vandaag) · Algemeen Handelsblad (1828–1970) · Cobouw (1961–2016) · De Courant/Nieuws van de Dag (1923–1982, tot 1998 in Amsterdam) · DAG (2007–2008) · De Dag (1980) · De Echo (1892–1912) · De Maasbode (1885–1959) · Metro (1999–2020) · Het Nationale Dagblad (1936–1945) · De Nederlander (1897–1941, 1945–1947) · Nieuwe Rotterdamsche Courant (1843–1970) · nrc.next (2006–2021) · Het Parool (1944–1997, daarna alleen in Amsterdam) · De Pers (2007–2012) · Sp!ts (1999–2014) · Staatscourant (1814–2009, daarna alleen digitaal) · De Standaard (1872–1944) · De Tijd (1845–1974) · De Tribune (1916–1937) · Het Volk (1900–1945) · Het Volksdagblad (1937–1940) · Het Vrije Volk (1945–1971, tot 1991 in Rotterdam) · De Waarheid (1945–1990)
Lijst van dagbladen in binnen- en buitenland